# Göljåsagölen (Hovmantorps socken, Småland)
Göljåsagölen är en sjö i Lessebo kommun i Småland och ingår i Ronnebyåns huvudavrinningsområde. Sjön har en area på 0,0646 kvadratkilometer och ligger 148,2 meter över havet.

## Delavrinningsområde
Göljåsagölen ingår i det delavrinningsområde (629027-145978) som SMHI kallar för Utloppet av Rottnen. Medelhöjden är 168 meter över havet och ytan är 135,91 kvadratkilometer. Räknas de 2 avrinningsområdena uppströms in blir den ackumulerade arean 245,61 kvadratkilometer. Avrinningsområdets utflöde Ronnebyån mynnar i havet. Avrinningsområdet består mestadels av skog (66 procent). Avrinningsområdet har 33,34 kvadratkilometer vattenytor vilket ger det en sjöprocent på 24,5 procent. Bebyggelsen i området täcker en yta av 2,44 kvadratkilometer eller 2 procent av avrinningsområdet.